# Дор (Космаревский сельсовет)
Дор — деревня в Нюксенском районе Вологодской области.
Входит в состав Городищенского сельского поселения, с точки зрения административно-территориального деления — в Космаревский сельсовет.
Расстояние до районного центра Нюксеницы по автодороге — 53 км, до центра муниципального образования Городищны по прямой — 14 км. Ближайшие населённые пункты — Заглубоцкая, Задний Двор, Левково.
По переписи 2002 года население — 19 человек.